# بحيرة دارت
بحيرة دارت هي بحيرة تقع شمال غرب خليج إيجل في مقاطعة هيركيمير بنيويورك. يتدفق الفرع الشمالي من نهر موس عبر البحيرة. 